# Armstrong Whitworth Siskin
L'Armstrong Whitworth Siskin fu un aereo da caccia monoposto, monomotore e biplano, prodotto dall'azienda aeronautica britannica Armstrong Whitworth Aircraft negli anni venti.
Sviluppo dell'originario Siddeley-Deasy S.R.2 Siskin, progettato dal maggiore F. M. Green per la Siddeley-Deasy Motor Car Company Ltd nei tardi anni dieci del XX secolo, il modello, noto per le sue qualità acrobatiche, fu uno dei primi nuovi caccia in dotazione alla Royal Air Force (RAF) ad entrare in servizio dopo il termine della prima guerra mondiale.

## Utilizzatori

### Militari
Canada
- Royal Canadian Air Force
  - Fighter Flight
  - No. 1 Squadron RCAF

 Estonia
- Eesti õhuvägi

 Svezia
- Svenska Flygvapnet

 Regno Unito
- Royal Air Force[5]
  - No. 1 Squadron RAF
  - No. 17 Squadron RAF
  - No. 19 Squadron RAF
  - No. 25 Squadron RAF
  - No. 29 Squadron RAF
  - No. 32 Squadron RAF
  - No. 41 Squadron RAF
  - No. 43 Squadron RAF
  - No. 54 Squadron RAF
  - No. 56 Squadron RAF
  - No. 111 Squadron RAF

### Civili
Regno Unito
- Air Service Training Limited

### Pubblicazioni
- Alec Lumsden, On Silver Wings - Part 5, in Aeroplane Monthly, Vol 19 No 2, Issue 214, London, IPC, febbraio 1991,  pp. 72-78, ISSN 0143-7240 (WC · ACNP).
- Owen Thetford, On Silver Wings - Part 6, in Aeroplane Monthly, Vol 19 No 3, Issue 215, London, IPC, marzo 1991,  pp. 138-144, ISSN 0143-7240 (WC · ACNP).